# Митрайет
Митрайет (фр. mitraillette [mitʁajɛt], буквально «пистолет-пулемёт») — это бельгийский сэндвич, подающийся во фритри (киосках) и кафе, и популярный среди студентов.
Считается, что митрайеты начали готовить в Брюсселе, однако он также популярен во Фландрии, Валлонии и французской Нор — Па-де-Кале, где он также известен как «америкен» (фр. Américain, в буквальном смысле «американец»).

## Состав
Обычный митрайет состоит из:
- Половины багета (или иногда его меньшей версии).
- Картофеля фри
- Жареного мяса (колбас, бургеров, стейка, фрикандел). Тип мяса обычно можно выбрать.
- Любого из соусов, включая майонез, кетчуп, андалузский соус, чесночный соус, беарнский соус и другие.

Также часто в состав входят такие крудитес, как тёртая морковь, свежий салат, нарезанный томат, и иногда сыр и капуста.
Первоначально митрайет состоял только из колбас и нарезанного мяса, однако вскоре появились различные альтернативы.